# Maude Royden

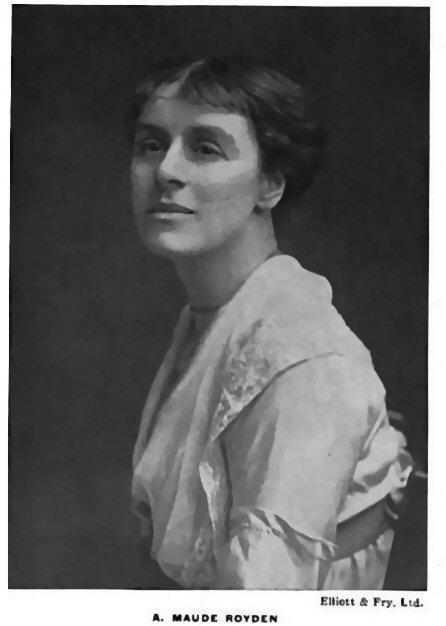
Maude Royden (1876-1956)

Agnes Maude Royden-Shaw CH (Liverpool, 23 november 1876 - Londen, 30 juli 1956) was een Brits feministe, suffragette en prediker. Zij zette zich in het bijzonder in voor de wijding van vrouwelijke priesters binnen de Kerk van Engeland. Tot aan de Tweede Wereldoorlog was zij actief binnen christen-pacifistische organisaties, maar herzag haar standpunt aan het begin van de oorlog en steunde sindsdien voluit de strijd tegen het nationaalsocialisme.

## Biografie
Maude Royden was de dochter van Sir Thomas Royden, Bt. (1831-1917), een rijke reder. Ze bezocht de elitaire kostschool voor meisjes, Cheltenham Ladies' College en studeerde aansluitend aan Lady Margaret Hall (Oxford). Na haar studie werkte ze aanvankelijk in de achterstandswijken van Liverpool, vanaf 1902 was zij parochie-assistente van Rev. Hudson Shaw (1859-1944) in South Luffenham. Al sinds haar dagen aan de universiteit was zij een feministe en had ze zich aangesloten bij de National Union of Women's Suffrage Societies, die opkwam voor het vrouwenkiesrecht. In 1909 werd ze in de uitvoerende raad van de National Union gekozen. Haar feminisme kwam voort uit haar geloofsovertuiging en in 1909 was ze medeoprichter van de Church League for Women's Suffrage. Voor deze organisatie verrichtte zij onder meer preekbeurten, waar haar talent voor het preken opviel. In 1914 verliet ze de National Union omdat zij de openlijke keuze van deze organisatie voor de oorlogsdoelen van het Verenigd Koninkrijk niet kon verenigen met haar eigen geloofsovertuiging. In 1914 was zij een van de ondertekenaars van het anti-oorlogsmanifest Open Christmas Letter, geadresseerd aan Duitse en Oostenrijkse feministen. 
Vanaf het begin van de Eerste Wereldoorlog werd Royden zeer actief binnen de Fellowship of Reconciliation (FoR), een christelijk-pacifistische groep waarvoor ze (sinds 1915) als secretaris optrad. Vanwege de oorlogssituatie was het haar niet mogelijk om het Internationaal Congres van Vrouwen in Den Haag te bezoeken, alwaar werd besloten tot de oprichting van de  Women's International League for Peace and Freedom (WILPF). Van deze organisatie werd zij tot vicevoorzitter gekozen. 
Na de Eerste Wereldoorlog ging zij zich meer en meer toeleggen op het kerkelijke werk. Ze was ervan overtuigd dat vrouwen ook geroepen konden zijn tot het ambt van predikant of priester. Reeds in 1917 werd zij assistent predikant van de congregationalistische kerk City Temple in Londen. Van 1920 tot 1936 was ze als predikante verbonden aan het door haar opgerichte Guildhouse, een interdenominale kerk. In 1922 sloot ze zich aan bij de Labour Party. Vanaf 1923 toerde ze als predikante door de Verenigde Staten van Amerika waar zij voorging in diverse kerken; in 1928 bezocht ze opnieuw de VS, en achtereenvolgens Nieuw-Zeeland, Australië, Japan en China. Na haar terugkeer in het Verenigd Koninkrijk richtte zij de Society for the Ministry of Women op, de eerste vereniging die zich openlijk inzette voor vrouwelijke predikanten. In 1934 bezocht ze India en had daar een ontmoeting met Mahatma Gandhi. Guildhouse sloot in 1936 zijn deuren. 
De Universiteit van Glasgow kende haar in 1931 een eredoctoraat in de theologie toe; de Universiteit van Londen kende haar in 1935 een doctorstitel en de beide rechten toe. Mills College, Oakland (Californië) kende Royden in 1937 eveneens een eredoctoraat toe. 
Aanvankelijk was ze zeer actief binnen de Peace Pledge Union, maar verliet deze organisatie aan het begin van de Tweede Wereldoorlog en steunde de Britse oorlogsdoelen tegen de nazi's, wier gedachtegoed zij zo duivels vond, dat het alleen maar bestreden kon worden met geweld. Vanwege haar fanatieke antifascisme, werd zij door de nazi's op de Sonderfahndungliste GB, het zwartboek van prominente Britten die na de bezetting van het Verenigd Koninkrijk door de Duitsers moesten worden geëxecuteerd. Ook Royden's broer, Lord Royden (1871-1950), conservatief lid van het Lagerhuis, stond op Sonderfahndungliste GB.
Op 2 oktober 1944 trouwde ze met Rev. Hudson Shaw, die zij al meer dan veertig jaar kende en die haar altijd had gesteund, ook in haar streven naar het openstellen van het ambt van predikant voor vrouwen. Het huwelijk duurde iets langer dan een maand; Shaw overleed, 85 jaar oud, op 30 november van dat jaar.
Na de oorlog schreef ze haar autobiografie, A Threefold Cord (1947). In 1956 overleed zij in haar huis in Hampstead (Londen). Op het standbeeld van Millicent Fawcett op het Parliament Square (Londen) staat zij - met 55 andere vrouwen en vier mannen - afgebeeld op de sokkel.

## Werken
- Downward paths (1916)
- Women and the sovereign state (1917)
- Sex and common-sense (1922)
- Prayer as a force (1923)
- Beauty in Religion (1923)
- Christ triumphant (1924)
- Church and woman (1924)
- Life's little pitfalls (1925)
- Here--and hereafter (1933)
- Problem of Palestine (1939)
- I Believe in God (1927)
- Women's Partnership in the New World (1941)
- A Threefold Cord (1947)

## Verwijzingen
- Gemeinsame Normdatei: 118921568
- International Standard Name Identifier: 0000 0000 8162 6494
- Library of Congress Control Number: n89642676
- Nationale Bibliotheek van Israël: 987007280240505171
- Nederlandse Thesaurus van Auteursnamen: 131851047
- SNAC: w6z622zq
- Système universitaire de documentation: 104604301
- Trove: 1297940
- Virtual International Authority File: 88919773
- WorldCat: E39PBJhH4MtFDXcTWKhjdcxMT3